# Смильский, Михаил Иванович
Михаил Иванович Смильский (5.9.1920 — 1.11.1990) — командир эскадрильи 504-го штурмового авиационного полка 226-й штурмовой авиационной дивизии 8-й воздушной армии Южного фронта, старший лейтенант. Герой Советского Союза.

## Биография
Родился 5 сентября 1920 года в селе Мохначка ныне Попельнянского района Житомирской области в семье крестьянина. Украинец. Член КПСС с 1942 года. В 1936 году окончил 7 классов. Учился в школе ФЗУ при Киевском авторемонтном заводе. Работал на авторемонтном заводе.
В марте 1939 года призван в Армию. В 1940 году окончил Одесскую военно-авиационную школу лётчиков. Участник Великой Отечественной войны с июня 1941 года. Воевал на Юго-Западном, Западном, Сталинградском, Южном и 3-м Белорусском фронтах.
К февралю 1943 года старший лейтенант М. И. Смильский совершил 60 успешных боевых вылетов на скопление войск противника.
Указом Президиума Верховного Совета СССР от 1 мая 1943 года за мужество и героизм, проявленные в воздушных боях с гитлеровскими захватчиками, старшему лейтенанту Михаилу Ивановичу Смильскому присвоено звание Героя Советского Союза с вручением ордена Ленина и медали «Золотая Звезда».
После Сталинграда М. И. Смильский освобождал Украину и Белоруссию, штурмовал Кёнигсберг. Войну закончил командиром штурмового авиаполка. За годы Великой Отечественной войны М. И. Смильский совершил 181 боевой вылет, лично уничтожил или повредил 13 фашистских самолётов, свыше 80 танков, 250 автомашин с пехотой и военными грузами, 10 орудий разных калибров, 3 склада с горючим и боеприпасами, вывел из строя более 500 солдат и офицеров противника. За время войны был четырежды ранен.
С апреля 1944 года принял командование 74-м гвардейским штурмовым авиаполком, с которым прошел до конца войны.
После окончания Великой Отечественной войны М. И. Смильский продолжил службу в ВВС. В 1947 году окончил Высшие лётно-тактические курсы усовершенствования офицерского состава. Затем учил летать лётчиков из Китая, был консультантом по вопросам авиации на киностудии имени Довженко. Был заместителем начальника Харьковской объединённой технической школы ДОСААФ, председателем федерации авиационного спорта Харьковской области. В течение 10 послевоенных лет возглавлял Центр подготовки лётчиков-истребителей ВВС СССР, база которого находилась под Волчанском. С 1970 года полковник М. И. Смильский в запасе. Жил в Харькове. Скончался 1 ноября 1990 года. Похоронен в Харькове на кладбище № 2.

## Награды
Награждён 2 орденами Ленина, 3 орденами Красного Знамени, орденами Суворова 3-й степени, Александра Невского, Отечественной войны 1-й степени, Красной Звезды, медалями.

## Память
В соответствии с решением Волчанского райисполкома центральная площадь райцентра теперь называется именем Героя Советского Союза Михаила Ивановича Смильского.